# Wolfgang Blaube

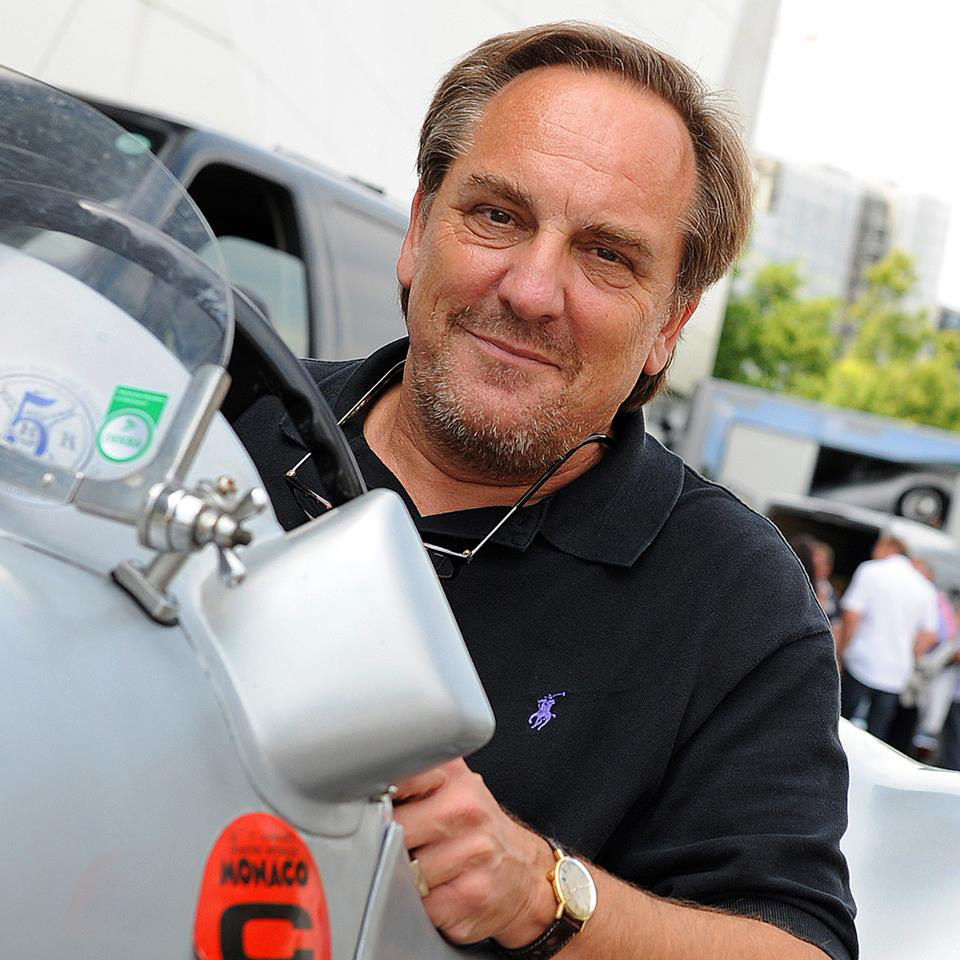
Wolfgang Blaube 2016

Wolfgang Blaube (* 27. Februar 1963 in Hamburg) ist ein deutscher Motorjournalist, Fotograf und Fachbuchautor. Seine Fachgebiete sind Oldtimer-Automobile und die allgemeine Geschichte der Motorisierung.

## Leben
Wolfgang Blaube absolvierte ab 1979 bei der Hamburger VW- und Porsche-Vertretung Raffay & Co eine Lehre zum Karosserie- und Fahrzeugbauer. Nach seiner Gesellenprüfung arbeitete er bei verschiedenen Händlern für Sportwagen, Rennwagen und Oldtimer in Hamburg, München sowie Los Angeles, hauptsächlich als Einkäufer.
Ab 1989 betätigte er sich als Werbetexter. 1990 begann er außerdem, Artikel für Automagazine zu schreiben, zunächst für die Oldtimer-Fachzeitschrift Motor Klassik. 1997 stieg er schließlich ganz auf den Motorjournalismus um. Seitdem verfasste er zahlreiche Artikel und Serien für Auto Bild und andere Zeitschriften. Darüber hinaus ist er tätig als Fernsehkommentator und -experte für verschiedene Automobilsendeformate, sowie als Moderator und Streckensprecher bei Oldtimerveranstaltungen, zum Beispiel seit 2005 beim Hamburger Stadtparkrennen, wo er sich das Mikrofon regelmäßig mit dem einstigen Speedway-Weltmeister Egon Müller teilt.
Wolfgang Blaube ist Mitglied mehrerer internationaler Fachverbände für Automobilgeschichte, etwa der Society of Automotive Historians.
Von 2013 bis 2022 war er Vorsitzender der Automobilhistorischen Gesellschaft. Als deren Vertreter ist er auch Mitglied des Parlamentskreises Automobiles Kulturgut im Deutschen Bundestag sowie Gründungsmitglied der IAK Initiative Automobile Kultur, deren Ziel es ist, ihre Inhalte einschließlich aller geschichtlichen, handwerklichen, technischen und sozialen Randbereiche als Immaterielles Kulturerbe durch die UNESCO anerkennen zu lassen.
Seit 2001 konzentriert sich Wolfgang Blaube maßgeblich auf Beiträge über Oldtimer. Seine Artikel erscheinen vor allem in Oldtimer Markt und Auto Bild.
Weitere deutschsprachige Publikationen, die seine Artikel veröffentlichen, sind beispielsweise Auto Bild Allrad, Porsche Klassik, Mercedes-Benz Classic Magazin, Volkswagen Classic, zwischengas.com, Technology Review, Die Welt/Welt am Sonntag oder Westdeutsche Allgemeine Zeitung.
Überdies publiziert er entsprechende Artikel in zahlreichen ausländischen Zeitschriften, etwa Octane, Thoroughbred & Classic Cars, Excellence – The Magazine about Porsche, Bimmer, The BMW Magazine, MotorClassic Danmark, Rétroviseur oder La Vie d’Auto. Hinzu kommen humorvoll geschriebene Serien, wie z. B. das „Blaubes Salatöl-Tagebuch“ (Auto Bild, 2000–2004). Darin beschrieb er seine Alltagserlebnisse mit seinem VW Golf II Diesel, den er selbst auf den Betrieb mit frischen und aufbereiteten Pflanzenölen sowie mit Frittierfetten umgebaut hatte. In „Elferwette“ (Oldtimer Markt, 2012–2013) beschreibt er, wie er gemeinsam mit Ehefrau und Tochter einen Porsche 911 von 1976 renoviert, mit dem Ziel, einschließlich aller Investitionen unter 20.000 Euro zu bleiben.

## Werke
- Wolfgang Blaube, Michel Zumbrunn: Deutsche Auto-Ikonen: 50 unvergessene Modelle (Gebundene Ausgabe) Delius Klasing, München 2011, ISBN 978-3-7688-3354-7
- Wolfgang Blaube: Hai Live. In: Oldtimer Markt, 2/2006. (Dokumentation über den Monteverdi Hai 450 SS)
- Wolfgang Blaube: Ein Fisch namens Manta. Vorstellung des Bizzarrini Manta und Kurzbeschreibung der Geschichte des Bizzarrini P 538. In: Oldtimer Markt, Heft 10/2008, S. 44 ff.
- Wolfgang Blaube: Grüner Star. 50 Jahre Lamborghini. In: Oldtimer Markt, Heft 7/2013, S. 246 ff.
- Wolfgang Blaube: Graf, zahl! Vorstellung der Marke Serenissima und Fahrbericht des Jet Competizione. In: Oldtimer Markt. Nr. 9, September 2008, S. 10 ff.
- Wolfgang Blaube: Akte X. Vorstellung und Entwicklungsgeschichte des AMC AMX/3. In: Oldtimer Markt. Nr. 4, April 2011, S. 42 ff.
- Wolfgang Blaube: Sechs gegen Enzo. Vorstellung des ATS 2500. In: Oldtimer Markt, 11/2005, S. 140 ff.
- Wolfgang Blaube: Ohne Mohs nix los. Markengeschichte und Kurzbiografie zu Bruce Mohs. In: Oldtimer Markt, Heft 1/2011, S. 75.
- Wolfgang Blaube: Blaue Mauritius. Modellgeschichte und Fahrbericht zum Bizzarrini 5300 Spyder S.I. In: Oldtimer Markt. Nr. 5, Mai 2006, S. 172 ff.
- Wolfgang Blaube: Glas’ Perle – In Dingolfing kam das Beste ganz zum Schluss: Glas/BMW 3000 V8. In: Oldtimer Markt. Nr. 12, Dezember 2012, S. 36–43.
- Wolfgang Blaube: Bärenmarke – 75 Jahre Porsche-Sportwagen. In: Oldtimer Markt. Nr. 6, Juni 2023, S. 12–24.